# Il processo di Verona
Il processo di Verona è un film del 1962 diretto da Carlo Lizzani.
La prima mondiale del film, che avrebbe dovuto aver luogo la sera del 1 marzo 1963 al cinema San Marco di Venezia, fu annullata a causa di due istanze di sequestro presentate nei confronti della pellicola dagli avvocati di Italo Vianini, ex console generale della milizia fascista, e Edda Ciano, moglie di Galeazzo e figlia di Benito Mussolini. La prima si tenne il giorno successivo al cinema Corso di Mestre.

## Trama
Il 24 luglio 1943, durante la seduta del Gran Consiglio del Fascismo, viene votato l'ordine del giorno Grandi che esautora Benito Mussolini dai suoi poteri, restituendo il comando delle forze armate a re Vittorio Emanuele III che il giorno dopo lo fa arrestare.
Dopo l'armistizio dell'8 settembre e la liberazione del Duce, avvenuta il 12 settembre con l'operazione Quercia, i firmatari dell'ordine del giorno che non sono riusciti a darsi alla fuga, ossia Galeazzo Ciano, genero e "delfino" del duce, Emilio De Bono, Giovanni Marinelli, Carlo Pareschi, Luciano Gottardi e Tullio Cianetti, vengono arrestati in attesa di essere processati con l'accusa di tradimento.
I sei vengono processati a Verona, nella Repubblica Sociale Italiana, dall'8 al 10 gennaio 1944, mentre la moglie di Ciano, Edda, tenta invano di trattare con i tedeschi, che manovrano il processo, per salvare la vita al marito, che viene invece condannato a morte e fucilato con gli altri, ad eccezione di Cianetti, l'11 gennaio 1944.

## Critica
Il film racconta le fasi terminali del regime fascista, in particolare la vicenda del processo di Verona, dal punto di vista di Edda Ciano, moglie del principale imputato del processo, rileggendo la storia come una tragedia elisabettiana o un dramma di corte.

## Riconoscimenti
- 1963 - David di Donatello
  - Migliore attrice protagonista a Silvana Mangano
- 1963 - Grolla d'oro
  - Migliore attrice a Silvana Mangano
- 1964 - Nastro d'argento
  - Migliore attrice protagonista a Silvana Mangano